# Det var en gång
För andra betydelser, se Det var en gång (olika betydelser).

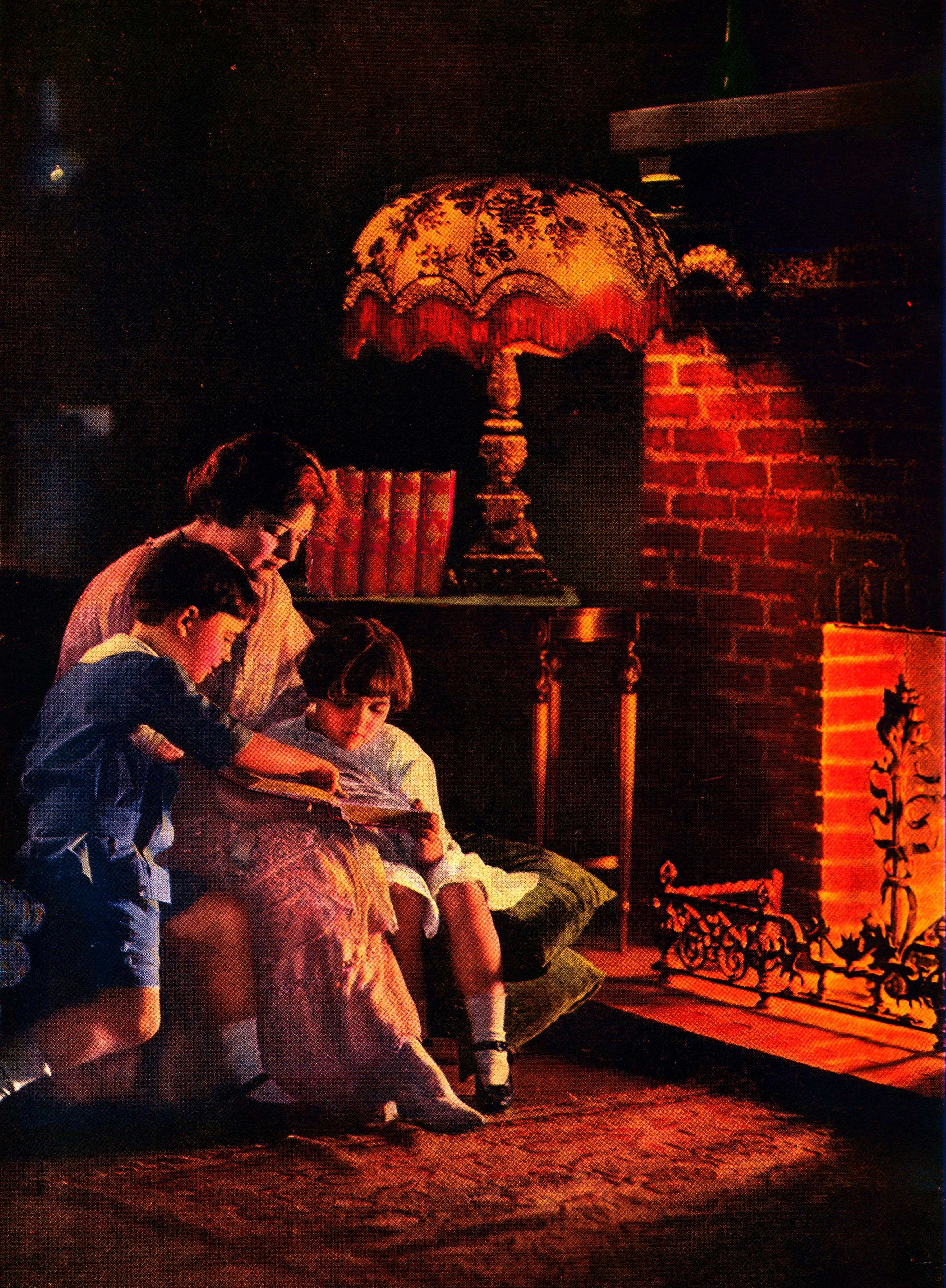
Sagoläsning vid öppna spisen.

Det var en gång är inledningsfrasen i många traditionella sagor. I engelskan finns begreppet daterat till 1380. Begreppet brukar bland annat används i översättningar av Hans Christian Andersens sagor (Det var engang) från danskan och Bröderna Grimms sagor från tyskan ("Es war einmal").

## Moderna varianter
- Don McLeans sång "American Pie" från 1971 inleds med orden "A long, long time ago...".
- Alla nio Star Wars-filmerna börjar med frasen "För länge sedan, i en galax långt, långt borta ..."

### Fotnoter
1. ↑  ”Once Upon a Time...” (på engelska). Wolrveton Mountain. http://www.wolverton-mountain.com/articles/once-upon-a-time.html. Läst 4 oktober 2014.